# 剪索叶蝉属
剪索叶蝉属（学名：Forficus）是叶蝉科下的一个属。

## 下属物种
本属包括以下物种：
- 黑斑剪索叶蝉 Forficus maculatus Qu